# Albert Einstein-díj
Az Albert Einstein-díj (Albert Einstein Award vagy Albert Einstein Medal) egy elismerés, amit az elméleti fizikában elért jelentős eredmények alapján ítélnek oda. Az arany medállal pénzjutalom jár.

## Díjazottak
1978 : Stephen Hawking
1972 : Wigner Jenő (Eugene Wigner)
1970 : Yuval Ne'eman
1967 : Marshall Rosenbluth
1965 : John Archibald Wheeler
1961 : Luis W. Alvarez
1960 : Szilárd Leó
1958 : Teller Ede (Edward Teller)
1954 : Richard P. Feynman
1951 : Kurt Gödel és Julian Schwinger